# Lachsbach (Elbe)
Der Lachsbach (landschaftlich: Die Lachsbach), auch Rathmannsdorfer Bach, ist der größte rechte Nebenfluss der Elbe in der Sächsischen Schweiz.

## Geographie
Der Lachsbach entsteht durch die Vereinigung der Quellflüsse Sebnitz (links, um die Hälfte größer) und Polenz (rechts, etwas länger) im Elbsandsteingebirge bei Porschdorf. Die gemeinsame Mündungsstrecke beider Flüsse wurde erstmals 1543 als die beyde wasser erwähnt, eine heute nicht mehr gebräuchliche Bezeichnung. Nach einem Lauf von nur drei Kilometern Länge mündet der Lachsbach oberhalb des Prossener Winterschutzhafens bei Wendischfähre in die Elbe.
Ehemalige Mühlen am Lachsbach:
- Porschdorfer Mühle Porschdorf
- Prossener Mühle Prossen